# Grand Prix-wegrace van Turkije
De Grand Prix van Turkije voor motorfietsen was een motorsportrace, die tussen 2005 en 2007 werd verreden en meetelde voor het wereldkampioenschap wegrace. Het evenement vond plaats op Istanbul Park.
Marco Melandri en Casey Stoner zijn met elk twee overwinningen de recordhouder van deze Grand Prix.

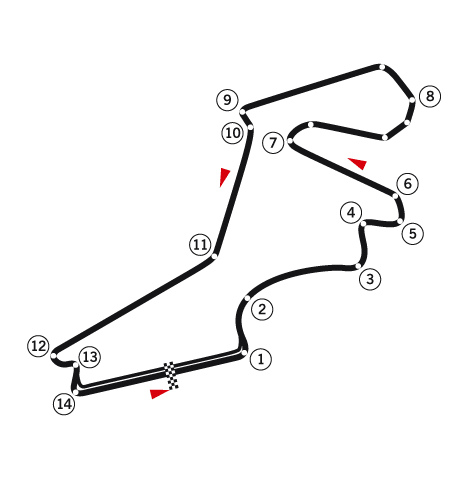
Istanbul Park

## Statistiek
| Editie | Seizoen | Circuit  | Klasse | Winnaar                  | Tweede                    | Derde                     | Poleposition              | Snelste ronde              |
| ------ | ------- | -------- | ------ | ------------------------ | ------------------------- | ------------------------- | ------------------------- | -------------------------- |
| 1      | 2005    | Istanbul | 125 cc | Mike Di Meglio (Honda)   | Mattia Pasini (Aprilia)   | Tomoyoshi Koyama (Honda)  | Thomas Lüthi (Honda)      | Thomas Lüthi (Honda)       |
| 1      | 2005    | Istanbul | 250 cc | Casey Stoner (Aprilia)   | Dani Pedrosa (Honda)      | Hiroshi Aoyama (Honda)    | Alex de Angelis (Aprilia) | Dani Pedrosa (Honda)       |
| 1      | 2005    | Istanbul | MotoGP | Marco Melandri (Honda)   | Valentino Rossi (Yamaha)  | Nicky Hayden (Honda)      | Sete Gibernau (Honda)     | Marco Melandri (Honda)     |
|        |         |          |        |                          |                           |                           |                           |                            |
| 2      | 2006    | Istanbul | 125 cc | Héctor Faubel (Aprilia)  | Álvaro Bautista (Aprilia) | Sergio Gadea (Aprilia)    | Álvaro Bautista (Aprilia) | Joan Olivé (Aprilia)       |
| 2      | 2006    | Istanbul | 250 cc | Hiroshi Aoyama (KTM)     | Héctor Barberá (Aprilia)  | Andrea Dovizioso (Honda)  | Jorge Lorenzo (Aprilia)   | Alex de Angelis (Aprilia)  |
| 2      | 2006    | Istanbul | MotoGP | Marco Melandri (Honda)   | Casey Stoner (Honda)      | Nicky Hayden (Honda)      | Chris Vermeulen (Suzuki)  | Toni Elías (Honda)         |
|        |         |          |        |                          |                           |                           |                           |                            |
| 3      | 2007    | Istanbul | 125 cc | Simone Corsi (Aprilia)   | Joan Olivé (Aprilia)      | Tomoyoshi Koyama (KTM)    | Mattia Pasini (Aprilia)   | Raffaele De Rosa (Aprilia) |
| 3      | 2007    | Istanbul | 250 cc | Andrea Dovizioso (Honda) | Jorge Lorenzo (Aprilia)   | Álvaro Bautista (Aprilia) | Andrea Dovizioso (Honda)  | Andrea Dovizioso (Honda)   |
| 3      | 2007    | Istanbul | MotoGP | Casey Stoner (Ducati)    | Toni Elías (Honda)        | Loris Capirossi (Ducati)  | Valentino Rossi (Yamaha)  | Chris Vermeulen (Suzuki)   |

## Noot
1. ↑  Officieel vond er geen telling plaats

2005 · 2006 · 2007